# 费尔干纳

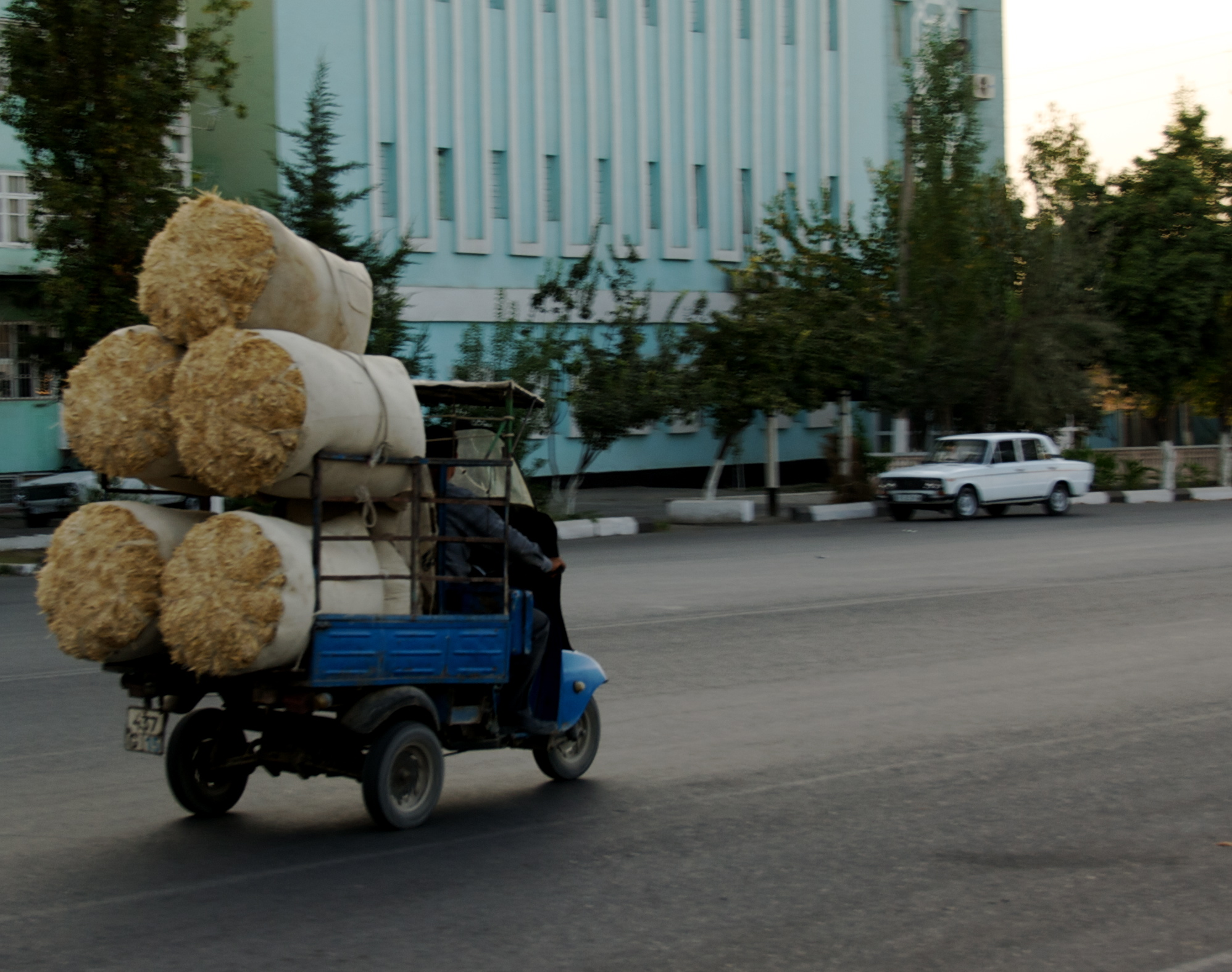

费尔干纳（發音：[farʁɒna]），唐代譯作拔汗那，位于乌兹别克东部，距塔什干以东420公里。费尔干纳为费尔干纳州首府。总人口21.4万。费尔干纳奈位于费尔干纳盆地南部。经济以纺织、化工、食品工业、能源业为主。

## 历史
历史上，费尔干纳为丝绸之路重要的一站。一般认为，中国古籍记载的大宛国即位于费尔干纳谷地。唐代称为“宁远”。658年设立循州都督府。1876年，沙俄征服中亚，本城被命名为“新马尔吉兰”，1907年又被改名为“斯科别列夫”，1924年更名为“费尔干纳”。